# Гусейнов, Джалил Гафар оглы
Гусейнов Джалил Гафар оглы (азерб. Cəlil Qafar oğlu Hüseynov; род. 1 апреля 1957) — азербайджанский художник. Народный художник Азербайджана (2005).

## Биография
Джалил Гусейнов родился 1 апреля 1957 года. В 1973—1977 годах обучался монументальной живописи в Азербайджанском государственном художественном училище имени Азима Азимзаде. В 1977—1982 годах обучался в Харьковском государственном художественном институте. 
С 1983 года член Союза художников СССР.
В 1982—2000 годах работал преподавателем, завучем, доцентом, заведующим кафедрой и деканом Азербайджанского государственного университета культуры и искусств.
В 2000—2010 годах являлся проректором по воспитательной работе Азербайджанской Государственной Академии Художеств.

## Творчество
В творчестве Джалила Гусейнова важное место занимают картины в пейзажном жанре. 
Работы «Дюбанди» (1995), «Оливковые сады» (1995), «Дом рыбака» (1998), «Деревья» (1997), «Старая баня» (1998), «Апшеронские сады» (2016), «Апшерон. Старая мечеть» (2010), «Апшерон» (2010), «Берег Каспия» (2008), «Апшеронский мотив» (2011) и другие пейзажи написаны на тему Апшерона. 
Работа «Деревня Нехрам» (1979) посвящена природе Нахичевани. 
Работы «Старый Нахичевань» (1978), «Мотив Нехрама» (1978) выделяются своей уникальностью. 
Работы «Женский портрет», «Задумчивый», «Женщина в белом» — портреты, посвященные миру женщин, в том числе принадлежащие к серии «новинки». 
«Перед мольбертом» (1996), «В мастерской» (1998), «Спящая Женщина» (1999), «Лежащая женщина» (2001), «Женщина в белом платье» (2002), «Девушка с вишенкой» (2002), «Обнаженная женщина» (2015) составляют важную часть творчества в портретном жанре.
Джалил Гусейнов также создал ряд натюрмортов, в том числе «Фрукты» (1997), «Натюрморт с вином» (1998), «Шахматы» (2015), «Натюрморт с вишнями» (2018), а также триптих «Старинные сосуды», "Арбузы ", «Экзотические фрукты», «Натюрморт с ананасом и тканью», «Дыни».
Джалил Гусейнов с 1986 года является автором архитектурных проектов. Он автор монументальных работ и архитектурных проектов в ряде населенных пунктов Турции и Азербайджана. 
С 1982 года участвовал в различных выставках национального и международного уровня. Его работы экспонировались на выставках США, Франции, Германии, России, Турции, Иране, Грузии, Сирии, ОАЭ, Украине и других стран. 
Ряд его работ хранится в Азербайджанском национальном художественном музее и Бакинском музее современного искусства, а также в частных коллекциях.

## Награды, звания
- Заслуженный деятель искусств Азербайджана (30 мая 2002)[4]
- Народный художник Азербайджана (28 декабря 2005)[5]
- Премия «Национальное достояние» (18 апреля 2018)[6]